# Liste der Bodendenkmäler in Olsberg
Die Liste der Bodendenkmäler in Olsberg enthält die denkmalgeschützten unterirdischen baulichen Anlagen, Reste oberirdischer baulicher Anlagen, Zeugnisse tierischen und pflanzlichen Lebens und paläontologischen Reste auf dem Gebiet der Stadt Olsberg im Hochsauerlandkreis in Nordrhein-Westfalen (Stand: September 2020). Diese Bodendenkmäler sind in Teil B der Denkmalliste der Stadt Olsberg eingetragen; Grundlage für die Aufnahme ist das Denkmalschutzgesetz Nordrhein-Westfalen (DSchG NRW).
| Bild           | Bezeichnung                | Lage                        | Beschreibung | Bauzeit | Eingetragen seit | Denkmal- nummer |
| -------------- | -------------------------- | --------------------------- | ------------ | ------- | ---------------- | --------------- |
|                | Wildenstein                | Wiemeringhausen Wildenstein |              |         | 23.11.1984       | B 01            |
| weitere Bilder | Bruchhauser Steine         | Bruchhausen Istenberg Karte |              |         | 28.11.1985       | B 02            |
| weitere Bilder | Vorwall Bruchhauser Steine | Bruchhausen Istenberg Karte |              |         | 28.10.1999       | B 03            |